# 練馬区立光が丘第一小学校
練馬区立光が丘第一小学校（ねりまくりつ ひかりがおかだいいちしょうがっこう）は、かつて東京都練馬区光が丘にあった公立小学校。
練馬区立光が丘第二小学校と統合し、閉校した。校舎は練馬区立光が丘四季の香小学校となる。

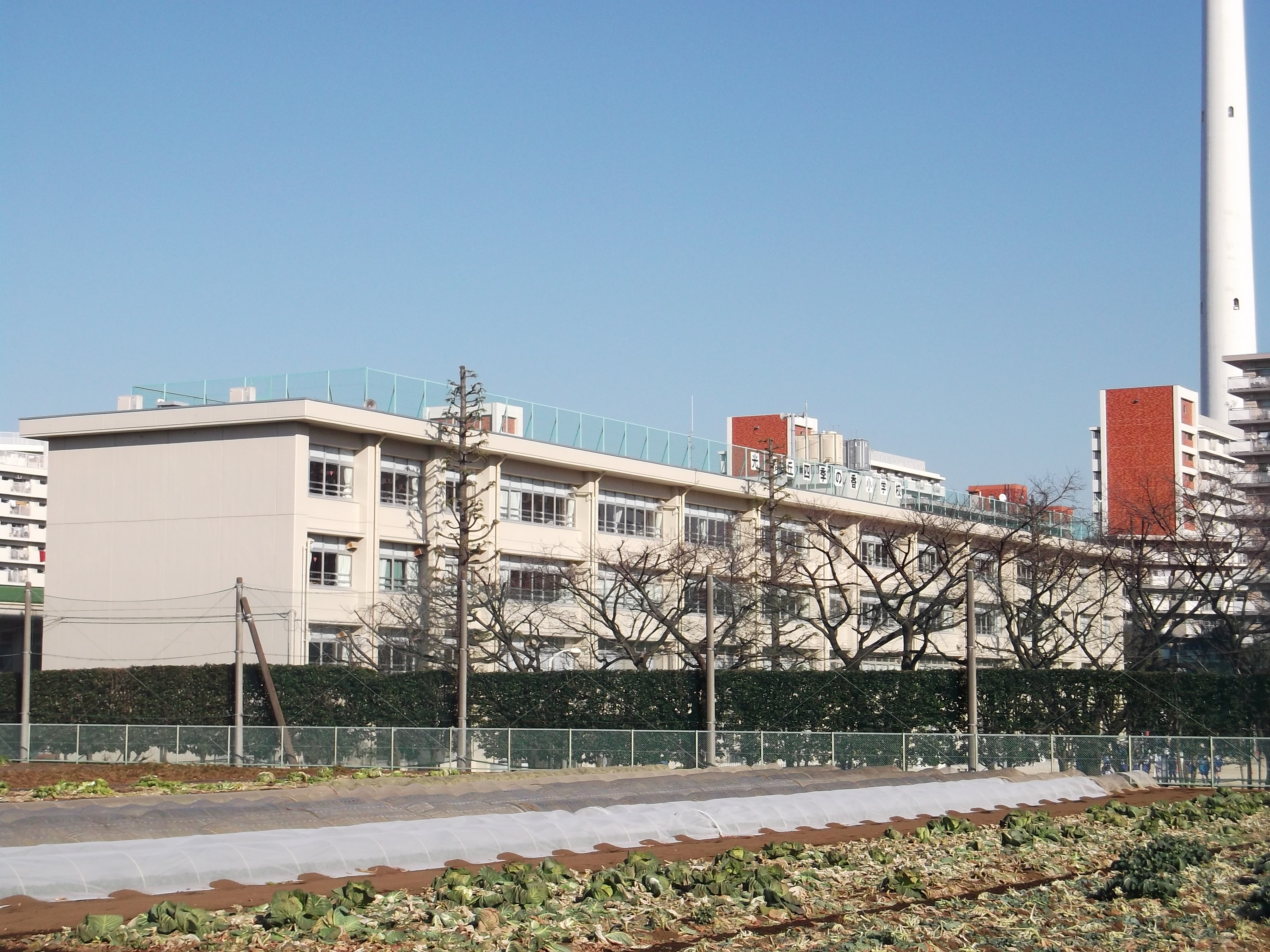
練馬区立光が丘四季の香小学校

## 所在地
- 東京都練馬区高松五丁目24番1号

## 最寄駅
都営大江戸線光が丘駅

## 概要
- 光が丘地区で最初に設立された学校である。

### 教育目標
- 進んで勉強し、よく考える子ども
- お互いを大切にし、物を大事にする子ども
- からだをきたえ、最後までやりぬく子ども

かしこく
- 学習過程・指導方法の工夫・改善を図りながら、学習の基礎・基本が確実に習得できるようにしています。
- オープンスペースやパソコンルームを活用して、多様でゆとりのある学習活動を展開しています。
- 地域の人材や施設を有効に活用して、体験的活動の場を広げています。

あたたかく
- 学級、学年の枠を越えた集団活動を通じて、豊かな人間関係を育て、明るく楽しい学校生活を築いています。その中で、子どもたちはお互いを大切にして、共に生きていくことを学んでいきます。

- 縦割り班でのオリエンテーリング活動（光が丘アドベンチャー）や集会活動
- 縦割り班での校内清掃活動（二学期）
- ランチルームを活用しての異学年交流給食会
- 隣接学年による合同遠足や総合的な学習

たくましく
- 光一小内にあるアスレチック施設を、体育の授業の活性化に利用したり、遊びながら体力を伸ばす場として活用したりしています。
- 体育集会を毎週行われている児童集会に位置付けて実施しています。
- 運動会を日常の体育学習の発表の場と位置付け、最後までやりぬく力を育てています。

### クラブ・委員会一覧
クラブ
- 運動クラブ
- 屋内運動クラブ
- 創作クラブ
- 科学クラブ
- ゲーム・パソコンクラブ
- 手芸・料理クラブ

委員会
- 代表委員会
- 飼育委員会
- 放送委員会
- 図書委員会
- 集会委員会
- 体育委員会
- 保健委員会
- 音楽委員会

### 年中行事
以下、行われる順に記す。
- 入学式
- 1年生を迎える会
- 遠足（1,2,3,4学年）
- 芸術鑑賞教室（音楽・演劇）
- 運動会
- 移動教室（6学年）
- 児童引き渡し訓練（大型の避難訓練）
- 移動教室（5学年）
- 光が丘アドベンチャー
- 展覧会・学芸会
- 生活科・社会科見学
- 書き初め会・書き初め展
- 6年生を送る会
- 送別球技大会
- 卒業式

## 沿革
（同年の出来事については起きた順に記す）
- 1982年 - 着工
- 1983年 - 開校。初代校長沼田定次着任。校舎竣工。
- 1984年 - 校歌制定。
- 1987年 - 第二代校長高安達着任
- 1988年 - 陶芸小屋竣工。校庭舗装拡張工事竣工。
- 1989年 - 校庭全面改修工事。
- 1990年 - 第三代校長渡辺京子着任。
- 1992年 - 裏庭舗装工事竣工。
- 1993年 - 第四代校長岡里満門着任。開校10周年記念式典。
- 1996年 - 生活科観察池・砂場竣工。第五代校長徳山隆三着任。
- 1998年 - 情緒障害学級「こぶし学級」開設。
- 1999年 - 第六代校長永井順子着任。
- 2000年 - 強化ガラス工事。バタフライゾーン・トンボ池完成。
- 2003年 - カブトハウス完成。開校20周年記念式典。
- 2005年 - 第七代校長栗川明夫着任。
- 2006年 - 2階バリアフリートイレ設置。
- 2010年 - 光が丘第二小学校と統合し閉校。練馬区立光が丘四季の香小学校として開校。

初代校長細谷勝着任。開校記念式典。
2013年-第二代目校長富澤素子着任。

## 特徴

### こぶし学級
- 情緒障害学級である。
- 基本的に午前中のみの授業である。

教育目標
- 自己有能感を育て、自信を持って行動できるようにする。
- 言語理解や表現能力の向上に努める。
- 自分の思いや考えを言葉でスムーズに伝えられるようにする。
- 周りの様子を理解し、その場にふさわしい行動がとれるようにする。
- 集団生活に必要な基本的行動様式を学び、運動機能の向上も図る。
- 子どもの実態に応じて、教科の補充や認知能力向上に努める。

教育内容
- 小集団の学習と個別の学習 を取り入れて、時間割を組んでいる。
- 一人ひとりの課題を把握し、個別指導計画をもとに授業を行う。
- 在籍学級の担任の教員や保護者の連携を大切にし、相談や在籍校訪問を行う。

### その他
- 「光が丘」と学校名が付いているが、所在地は高松であり、在校生も光が丘地区より旭町、高松地区のほうがメインである。
- 卒業生は光一中へ入学することが多いが、豊渓中へ入学する児童もいる。
- 体育館裏に飼育小屋があり、ウサギなどを飼育している。
- 体育館横にアスレチック施設がある。
- 体育館は休日、地域の団体へ貸し出しを行っており、卓球やバレーボール、剣道などが行われている。
- 南門から校舎までは桜並木になっており、卒業式シーズン、入学式シーズンになると一斉に咲き誇る。